# Sharpeville
Sharpeville ist ein Township der Lokalgemeinde Emfuleni in der Provinz Gauteng in Südafrika, etwa 50 Kilometer südlich von Johannesburg. 2011 hatte es 37.599 Einwohner. Gegründet wurde dieser Wohnort für Schwarze von der Apartheidregierung Südafrikas. Es liegt zwischen den beiden Industriestädten Vanderbijlpark und Vereeniging und wurde nach John Sharpe benannt, einem ehemaligen Bürgermeister von Vereeniging. International bekannt wurde die Township durch das Sharpeville-Massaker 1960 und den Prozess gegen die Sechs von Sharpeville im Jahr 1985.

## Geschichte
Der Pan Africanist Congress (PAC, Panafrikanischer Kongress), eine aus dem African National Congress (ANC) hervorgegangene Organisation der südafrikanischen Schwarzen, rief 1960 zum gewaltfreien Protest gegen die diskriminierenden Passgesetze des Apartheidsystems auf.
Dabei sollte ziviler Ungehorsam im Stile Mahatma Gandhis geübt und ohne Reference Book („Pass“, ein Arbeits- und Aufenthaltsnachweis als Kontrollinstrument) demonstriert werden. Am 21. März 1960 zogen in Sharpeville zwischen 5000 und 7000 Schwarze ohne Reference Book auf ein Polizeirevier zu, um sich von den Behörden inhaftieren zu lassen. Die Demonstration endete im „Massaker von Sharpeville“, bei dem die Polizei 69 Schwarze zumeist von hinten erschoss und weitere 180 verletzte. Auslöser soll nach Angaben der Polizei das Werfen von Steinen auf Polizeiautos gewesen sein, doch zahlreiche Fotos von der friedlichen Demonstration konnten dies nicht belegen.
Als Folge dieses Zusammenstoßes zwischen Polizei und Demonstranten wurden der African National Congress (ANC) und der PAC 1960 verboten. Das Massaker führte zu landesweiten Streiks, Unruhen und massiven internationalen Protesten. Als ein Ausschluss aus dem Commonwealth of Nations drohte, erklärte Südafrika einseitig seinen Austritt und rief als weiteren Schritt nach einem Referendum die Republic of South Africa („Republik Südafrika“) aus.
Der 21. März wurde 1966 von den Vereinten Nationen zum Internationalen Tag gegen Rassismus erklärt. Seit 1979 finden zu dieser Zeit jährlich auch die Internationalen Wochen gegen Rassismus statt. Seit 1995 ist der 21. März als „Tag der Menschenrechte“ (Human Rights Day) nationaler Gedenktag in Südafrika.